# شهر سازي طزرة (دامنكوه)
شهر سازي طزرة (بالفارسية: شهرسازی طزره) هي مستوطنة تقع في إيران في قسم دامنكوه الريفي. يقدر عدد سكانها بـ 34 نسمة بحسب إحصاء 2016.